# Bonn International 2025
Die Bonn International 2025 fanden vom 28. bis zum 31. Mai 2025 in Bonn statt. Es war die fünfte Austragung dieser internationalen Meisterschaften von Deutschland im Badminton.

## Sieger und Platzierte
| Disziplin    | Gold                                 | Silber                             | Bronze                             |
| ------------ | ------------------------------------ | ---------------------------------- | ---------------------------------- |
| Herreneinzel | Joshua Nguyen                        | Ade Resky Dwicahyo                 | Raphael Chenu                      |
| Herreneinzel | Joshua Nguyen                        | Ade Resky Dwicahyo                 | Kian-Yu Oei                        |
| Dameneinzel  | Miranda Wilson                       | Sophia Noble                       | Rachel Sugden                      |
| Dameneinzel  | Miranda Wilson                       | Sophia Noble                       | Miu Lin Ngan                       |
| Herrendoppel | Jonathan Dresp Simon Krax            | Thibault Gardon Ewan Goulin        | David Eckerlin Danial Iman Marzuan |
| Herrendoppel | Jonathan Dresp Simon Krax            | Thibault Gardon Ewan Goulin        | Mio Molin Max Svensson             |
| Damendoppel  | Agathe Cuevas Kathell Desmots-Chacun | Nikol Carulla Carmen María Jiménez | Raia Pashova Gergana Pavlova       |
| Damendoppel  | Agathe Cuevas Kathell Desmots-Chacun | Nikol Carulla Carmen María Jiménez | Fiona Hallberg Elin Öhling         |
| Mixed        | Jan Colin Völker Stine Küspert       | Filip Karlborg Tilda Sjöö          | Simon Krax Amelie Lehmann          |
| Mixed        | Jan Colin Völker Stine Küspert       | Filip Karlborg Tilda Sjöö          | Daniel Franco Carmen María Jiménez |